# بخش نوبل (شهرستان نوبل، اوهایو)
بخش نوبل (به انگلیسی: Noble Township) یک منطقهٔ مسکونی در ایالات متحده آمریکا است که در شهرستان نوبل، اوهایو واقع شده‌است.
 بخش نوبل ۷۸٫۷ کیلومتر مربع مساحت و ۲٬۰۱۳ نفر جمعیت دارد و ۲۳۶ متر بالاتر از سطح دریا واقع شده‌است.